# مقاطعة لا بلاتا (كولورادو)
مقاطعة لا بلاتا (بالإنجليزية: La Plata County)‏ هي إحدى مقاطعات ولاية كولورادو في الولايات المتحدة الأمريكية.